# Yo, «el Vaquilla»
Yo, «el Vaquilla» és una pel·lícula de 1985 dirigida per José Antonio de la Loma i protagonitzada per Raúl García Losada que narra la vida del delinqüent El Vaquilla.

Ha estat doblada al català

## Argument
Juan José Moreno Cuenca, àlies el Vaquilla, té 23 anys i narra la seva història com a delinqüent des del penal Ocaña 1 de Toledo. Orfe de pare, el delinqüent explica la seva tendra infància i com va canviar tot quan la seva mare va ingressar a la presó.

## Repartiment
- Raúl García Losada: El Vaquilla
- Teresa Giménez: Rosita
- Carmen de Lirio: Tia Penes
- Frank Braña: Manuel
- Daniel Medrán: Antonet
- Mingo Ràfols: Penques
- Nat Collado: Isabel
- Lino Evangelista: Xinès
- Eva Robin: Antonia
- Rebeca Romer: Luisa
- Ángel Fernández Franco: Advocat
- Juan José Moreno Cuenca: Juan José Moreno Cuenca
- Xavier Vinader: Periodista
- Carmen Serret: Anita

## Producció
La banda sonora va ser a càrrec de Los Chichos i com a curiositat cal destacar l'actuació d'Ángel Fernández Franco, àlies el Torete en el paper d'advocat.
El rodatge de la pel·lícula es va realitzar a Barcelona, Gavà, Castelldefels, Lloret de Mar, Vilanova i la Geltrú, Girona i Perpinyà.
El 1995, el director va filmar la que seria la seva última pel·lícula Tres dies de llibertat, inspirada en els tres dies de permís que li van donar al Vaquilla.